# Corybas rivularis
Corybas rivularis är en orkidéart som först beskrevs av Allan Cunningham, och fick sitt nu gällande namn av Heinrich Gustav Reichenbach. Corybas rivularis ingår i släktet Corybas, och familjen orkidéer. Inga underarter finns listade i Catalogue of Life.